# Mùa hè ở Osage County (phim)
Mùa hè ở Osage County (hoặc Tháng tám ở Osage County) là một bộ phim chính kịch-hài hước ra mắt vào năm 2013 của đạo diễn John Wells. Kịch bản được viết bởi Tracy Letts dựa trên chính tác phẩm cùng tên của ông và từng đoạt giải Pulitzer. Phim được sản xuất bởi George Clooney, Grant Heslov, Jean Doumanian và Steve Traxler.
Phim có sự tham gia với dàn diễn viên, với thời lượng diễn xuất trong phim bằng nhau, bao gồm Meryl Streep, Julia Roberts, Ewan McGregor, Chris Cooper, Abigail Breslin, Benedict Cumberbatch, Juliette Lewis, Margo Martindale, Dermot Mulroney và Julianne Nicholson. Trong phim, các diễn viên đóng vai những thành viên của một gia đình không mấy êm ấm, cùng tụ họp về sau khi người cha của gia đình (Sam Shepard) bất ngờ qua đời.
Mùa hè ở Osage County được công chiếu lần đầu ở LHP Quốc tế Toronto vào ngày 9 tháng 9 năm 2013 và được phát hành tại Hoa Kỳ vào ngày 27 tháng 12 năm 2013. Về mặt thương mại, bộ phim được xem là một thành công khi đem về doanh thu 74.2 triệu Mỹ kim (so với mức chi phí bỏ ra là 37 triệu Mỹ kim) và nhận được nhiều lời khen và cả những lời phê bình của giới chuyên môn. Phần diễn xuất của dàn diễn viên và kịch bản nhận được nhiều lời khen ngợi; tuy nhiên một số nhà phê bình cho rằng phim mang màu sắc quá u ám và thiếu tính hài hước. Sự diễn xuất của Meryl Streep và Julia Roberts được nhận đề cử cho giải Oscar lần lượt ở 2 hạng mục: Nữ diễn viên chính xuất sắc nhất và Nữ diễn viên phụ xuất sắc nhất.

## Cốt truyện
Tựa đề phim đã nói lên thời điểm và địa điểm của bộ phim: một tháng tám oi ả ở vùng xa xôi thuộc ngoại ô thành phố Pawhuska, tỉnh bang Oklahoma. Phim mở màn với cảnh ông Beverly Weston (Sam Shepard) là một nhà thơ từng nổi tiếng, một người đàn ông nghiện rượu, đang phỏng vấn và mướn một người phụ nữ trẻ gốc da đỏ tên Johnna (Misty Upham) đến làm người chăm sóc và nấu nướng thường trực cho vợ ông, bà Violet (Meryl Streep), một người đàn bà cứng cỏi nhưng lại hay kiếm chuyện gây gổ. Bà Violet đang mang chứng ung thư vòm họng và nghiện thuốc phiện. Một ngày nọ, ông Beverly biến mất, bà Violet gọi em gái mình và các con gái của mình đến để giúp đỡ. Em gái của Violet là Mattie Fae (Margo Martindale) đến cùng với chồng là ông Charles Aiken (Chris Cooper). Con gái giữa của bà Violet, Ivy (Julianne Nicholson) sống độc thân ngay tại vùng Osage County; con gái lớn Barbara (Julia Roberts), thừa hưởng tính cách của mẹ mình, đến từ Colorado cùng với chồng Bill (Ewan McGregor) và đứa con gái 14 tuổi Jean (Abigail Breslin). Barbara và Bill đang ly thân, nhưng cùng nhau giả vờ như không có gì trước mặt bà Violet.
Sau 5 ngày điều tra, cảnh sát trưởng đến báo tin cho gia đình biết rằng ông Beverly đã lên thuyền bơi ra hồ và bị chìm. Con gái út trong gia đình là Karen (Juliette Lewis) đến cùng với người bạn trai mới nhất trong chuỗi những người đàn ông cô quen, Steve Huberbrecht (Dermot Mulroney), một gã doanh nhân lăng nhăng từ Florida mà Karen giới thiệu với cả nhà rằng đây là vị hôn thê của cô. Người con trai nhút nhát, vụng về "Little Charles" (Benedict Cumberbatch) của vợ chồng Mattie Fae and Charles đã bỏ lỡ đám tang của bác mình do ngủ quên và được cha đến đón tại trạm xe bus của thị xã. Ông Charles rất thương con nhưng vợ ông lại liên tục xem thường chính con trai mình. Ivy thú nhận với Barbara rằng cô đang yêu  em họ Little Charles. Cả hai dự định sẽ cùng nhau dọn đến New York và cô cũng thú nhận rằng cô không thể có con vì cô đã cắt bỏ tử cung. Ivy cảm thấy rằng đây chính là cơ hội cuối cùng của cô để kết hôn.
Cả gia đình ngồi xuống ăn tối cùng nhau sau đám tang. Nhưng xuyên suốt bữa ăn, mọi người đều cảm thấy sượng sùng và khó chịu vì những lời "sự thật mất lòng" đến tàn nhẫn của bà Violet, dẫn đến việc con gái lớn Barbara không kềm chế và nhảy bổ vào Violet. Barbara đã hết chịu nổi chứng nghiện thuốc của mẹ mình và đem hết số thuốc của bà Violet đi đổ. Sau đó, bà Violet đã tỉnh táo hơn, bà có những phút giây vui vẻ bên cạnh các con gái để tâm sự và kể chuyện ngày xưa rằng mẹ của bà đã "chơi ác" với bà như thế nào: Hồi còn thiếu nữ, bà Violet rất muốn có một đôi giày cao bồi nữ. Nhưng một sáng Giáng Sinh, khi mở hộp quà được gói đẹp đẽ ra, bà thấy trong đó là một đôi giày lao động của đàn ông vừa cũ lại vừa dơ.
Khi Little Charles hát cho Ivy một bài hát anh viết cho cô, mẹ anh, bà Mattie Fae bước vào và mắng anh. Điều này đã khiến ông Charles không còn nhẫn nhịn được tính nết khắc nghiệt của thiếu tình thương của vợ mình dành cho con trai. Ông doạ nếu bà còn như thế, ông sẽ bỏ bà mà đi. Barbara lúc đó vô tình nghe được, vào an ủi bà Mattie và bà cuối cùng thú nhận rằng bà đã ngoại tình với anh rể mình, ông Beverly, và Little Charles chính thực là kết quả của mối tình vụng trộm đó. Điều đó cũng có nghĩa là Little Charles là em trai cùng cha khác mẹ với Barbara, Ivy và Karen. Đó cũng là lý do mà Little Charles và Ivy không thể đến với nhau được.
Tối hôm đó, Steve dụ cô bé Jean cùng nhau hút cần sa. Trước đó gã đã cố tình kết thân với Jean nên gã bắt đầu gạ gẫm cô bé. Cô người hầu Johnna vô tình trông thấy và trực giác bảo cô rằng Steve đang có ý đồ xấu với Jean nên cô nhặt một cái xẻng và tấn công Steve. Barbara, Bill và Karen nghe động liền chạy ra. Barbara gặng hỏi Jean và trong một phút nóng giận, cô đã tát Jean. Điều này khiến Bill tức giận và quyết định đưa Jean trở về lại Colorado, bỏ Barbara ở lại. Sáng hôm sau, Karen cũng cùng với gã Steve rời đi.
Sau đó, Ivy cố gắng nói với mẹ về tình yêu của cô dành cho "Little Charles". Barbara cố kiếm chuyện để không chấp nhận chuyện tình này. Bà Violet, thực ra đã từ lâu biết chuyện này, nên đã nói với Ivy rằng thực ra Little Charles là anh/em trai cùng cha khác mẹ với cô. Ivy bàng hoàng và bỏ đi, thề sẽ không bao giờ quay lại. Trong lần cãi nhau cuối phim giữa Violet và Barbara, Violet đã tiết lộ một sự thật rằng chính ông Beverly đã liên lạc với bà sau khi bỏ nhà đi và ở tạm trong một quán trọ, nhưng bà không hề có động thái nào để giúp ông cho đến khi bà rút hết tiền ra khỏi tài khoản chung của hai vợ chồng. Trong thời gian đó thì ông đã bị chìm thuyền. Lời tự thú này khiến Barbara bỏ đi và đồng thời cũng nhận ra rằng mẹ mình là một người đã hết thuốc chữa. Bà Violet còn lại đơn độc trong nhà cùng với cô người hầu Johnna.
Barbara là lái xe qua một cánh đồng. Cô dừng lại, ra khỏi xe, khóc rồi sau đó quay trở lại vào xe, theo những bảng chỉ đường cao tốc về lại Wichita, Salina và Denver.

## Diễn viên
- Meryl Streep trong vai Violet Weston, mẹ/chị gái/người phụ nữ chủ của gia đình, bị ung thư
- Sam Shepard trong vai Beverly Weston, người đàn ông chủ của gia đình, chồng của Violet
- Julia Roberts trong vai Barbara Weston-Fordham, con gái lớn của Violet và Beverly
- Ewan McGregor trong vai Bill Fordham, chồng của Barbara
- Abigail Breslin trong vai Jean Fordham, con gái của Barbara và Bill
- Julianne Nicholson trong vai Ivy Weston, con gái thứ hai của Violet và Beverly
- Juliette Lewis trong vai Karen Weston, con gái út của Violet và Beverly
- Dermot Mulroney trong vai Steve Huberbrecht, hôn thê của Karen
- Margo Martindale trong vai Mattie Fae Aiken, em gái của Violet, vợ của Charles
- Chris Cooper trong vai Charles Aiken, chồng của Mattie Fae
- Benedict Cumberbatch trong vai Charles "Little Charles" Aiken Jr., con trai của Charles và Mattie Fae
- Misty Upham trong vai Johnna Monevata, người giúp việc gốc da đỏ do Beverly thuê để chăm sóc cho Violet

## Sản xuất
Phim do John Wells đạo diễn, trong khi George Clooney, Grant Heslov, Jean Doumanian và Steve Traxler đóng vai trò sản xuất bộ phim. Renée Zellweger và Andrea Riseborough đã được xem xét cho một vai trong phim. Andrea Riseborough đã được chọn vào vai Karen nhưng đã bỏ vai do những mâu thuẫn trong lịch trình làm việc. Sai đó Juliette Lewis được chọn vào thay thế. Chloë Grace Moretz cũng đã thử vai cho vai Jean Fordham.
Quá trình quay phim diễn ra trong khoảng thời gian từ 16 tháng 10 đến 8 tháng 12 năm 2012, tại Bartlesville và Pawhuska, Oklahoma và Los Angeles, California.

## Phát hành
Mùa hè ở Osage County được công chiếu lần đầu tại LHP Quốc tế Toronto  vào ngày 9 tháng 9 năm 2013, trước khi phát hành tại một số thành phố được chọn vào ngày 27 tháng 12 năm 2013, sau đó là phát hành rộng rãi vào ngày 10 tháng 1 năm 2014 ở Hoa Kỳ. Tại Úc, phim được phát hành vào ngày 1 tháng 1 năm 2014. Trong lần ra mắt tại các rạp phim, bộ phim đã thu về 179.475 đô la từ 5 rạp chiếu, trung bình 35.895 đô la mỗi rạp.

### Phản hồi tích cực
Mùa hè ở Osage County nhận được nhiều ý kiến phê bình khác nhau. Toàn bộ dàn diễn viên được khen ngợi vì diễn xuất hay, đặc biệt là Meryl Streep và Julia Roberts. Đánh giá tổng hợp trên Rotten Tomatoes đã chọn ra 189 đánh giá và 65% trong tổng số đã khen ngợi bộ phim, tương đương với số điểm trung bình 6.4/10. Các đánh giá đều đồng thuận cho rằng: "Tưởng rằng phim sẽ trở nên quá tải với số lượng diễn viên dày đặc trong Mùa hè ở Osage County, nhưng với những tài năng diễn xuất như Meryl Streep và Julia Roberts, thì cũng chẳng thấy còn gì để phàn nàn." Tương tự các nhà phê bình cũng có những lời khen ngợi cho diễn xuất của Chris Cooper, Margo Martindale, Juliette Lewis và Julianne Nicholson. Một số nhà phê bình cho rằng đây là bộ phim có dàn diễn viên đóng tốt nhất trong nhiều năm qua. Trên Metacritic, bộ phim có số điểm là 58 trên 100, dựa trên 45 đánh giá, nghĩa là "trung bình, có khen lẫn chê".

### Giải thưởng và thành tựu
| Giải thưởng                                     | Hạng mục                                                       | Diễn viên được ứng cử | Kết quả   |
| ----------------------------------------------- | -------------------------------------------------------------- | --- | --------- |
| Academy Awards                                  | Best Actress                                                   | Meryl Streep | Đề cử     |
| Academy Awards                                  | Best Supporting Actress                                        | Julia Roberts | Đề cử     |
| AACTA International Awards                      | Best Actress                                                   | Meryl Streep | Đề cử     |
| AACTA International Awards                      | Best Supporting Actress                                        | Julia Roberts | Đề cử     |
| AARP Annual Movies for Grownups Awards          | Best Supporting Actor                                          | Chris Cooper | Đoạt giải |
| American Cinema Editors                         | Best Edited Feature Film - Comedy/Musical                      | Stephen Mirrione | Đề cử     |
| Art Directors Guild                             | Excellence in Production Design - Contemporary Film            | David Gropman | Đề cử     |
| BAFTA Awards                                    | Best Supporting Actress                                        | Julia Roberts | Đề cử     |
| Britannia Awards                                | British Artist of the Year                                     | Benedict Cumberbatch (also for his work on 12 Years a Slave, The Fifth Estate, The Hobbit: The Desolation of Smaug, and Star Trek Into Darkness)                                                     | Đoạt giải |
| Critics' Choice Movie Awards                    | Best Actress                                                   | Meryl Streep | Đề cử     |
| Critics' Choice Movie Awards                    | Best Supporting Actress                                        | Julia Roberts | Đề cử     |
| Critics' Choice Movie Awards                    | Best Adapted Screenplay                                        | Tracy Letts | Đề cử     |
| Detroit Film Critics Society                    | Best Actress                                                   | Meryl Streep | Đề cử     |
| Detroit Film Critics Society                    | Best Ensemble                                                  | | Đề cử     |
| Detroit Film Critics Society                    | Best Supporting Actress                                        | Julia Roberts | Đề cử     |
| Golden Globe Awards                             | Best Actress in a Motion Picture – Musical or Comedy           | Meryl Streep | Đề cử     |
| Golden Globe Awards                             | Best Supporting Actress in a Motion Picture                    | Julia Roberts | Đề cử     |
| Hollywood Film Festival                         | Ensemble of the Year                                           | Meryl Streep, Julia Roberts, Ewan McGregor, Chris Cooper, Abigail Breslin, Benedict Cumberbatch, Juliette Lewis, Margo Martindale, Dermot Mulroney, Julianne Nicholson, Sam Shepard, and Misty Upham | Đoạt giải |
| Hollywood Film Festival                         | Supporting Actress of the Year                                 | Julia Roberts | Đoạt giải |
| Motion Picture Sound Editors Golden Reel Awards | Best Sound Editing: Dialogue & ADR in a Feature Film           | Lon Bender | Đề cử     |
| Oklahoma Film Critics Circle                    | Not-So-Obviously Worst Film                                    | | Đoạt giải |
| Phoenix Film Critics Society                    | Best Cast                                                      | | Đề cử     |
| Phoenix Film Critics Society                    | Best Adapted Screenplay                                        | Tracy Letts | Đề cử     |
| Phoenix Film Critics Society                    | Best Actress                                                   | Meryl Streep | Đề cử     |
| Phoenix Film Critics Society                    | Best Supporting Actress                                        | Julia Roberts | Đề cử     |
| Satellite Awards                                | Best Actress – Motion Picture                                  | Meryl Streep | Đề cử     |
| Satellite Awards                                | Best Supporting Actress – Motion Picture                       | Julia Roberts | Đề cử     |
| Screen Actors Guild Awards                      | Outstanding Performance by a Female Actor in a Leading Role    | Meryl Streep | Đề cử     |
| Screen Actors Guild Awards                      | Outstanding Performance by a Female Actor in a Supporting Role | Julia Roberts | Đề cử     |
| Screen Actors Guild Awards                      | Outstanding Performance by a Cast in a Motion Picture          | Meryl Streep, Julia Roberts, Ewan McGregor, Chris Cooper, Abigail Breslin, Benedict Cumberbatch, Juliette Lewis, Margo Martindale, Dermot Mulroney, Julianne Nicholson, Sam Shepard, and Misty Upham | Đề cử     |
| St. Louis Gateway Film Critics Association      | Best Actress                                                   | Meryl Streep | Đề cử     |
| Washington D.C. Area Film Critics Association   | Best Actress                                                   | Meryl Streep | Đề cử     |
| Washington D.C. Area Film Critics Association   | Best Acting Ensemble                                           | Meryl Streep, Julia Roberts, Ewan McGregor, Chris Cooper, Abigail Breslin, Benedict Cumberbatch, Juliette Lewis, Margo Martindale, Dermot Mulroney, Julianne Nicholson, Sam Shepard, and Misty Upham | Đề cử     |
| Writers Guild of America Award                  | Best Adapted Screenplay                                        | Tracy Letts | Đề cử     |

## Nhạc phim
Nhạc sĩ Gustavo Santaolalla chịu trách nhiệm soạn nhạc cho phim Mùa hè ở Osage County. Đĩa nhạc phim được phát hành ngày 7 tháng 1 năm 2014 thông qua Sony Classical.
| STT              | Nhan đề                                                | Artist                 | Thời lượng |
| ---------------- | ------------------------------------------------------ | ---------------------- | ---------- |
| 1.               | "Hinnom, TX"                                           | Bon Iver               | 3:50       |
| 2.               | "Last Mile Home"                                       | Kings of Leon          | 4:34       |
| 3.               | "Lay Down Sally"                                       | Eric Clapton           | 3:48       |
| 4.               | "Don't Let Go"                                         | Adam Taylor            | 1:47       |
| 5.               | "The Kiss"                                             | Adam Taylor            | 2:20       |
| 6.               | "The Stroke"                                           | Billy Squier           | 3:39       |
| 7.               | "Gawd Above"                                           | John Fullbright        | 3:34       |
| 8.               | "The Decision"                                         | Adam Taylor            | 1:36       |
| 9.               | "Forward"                                              | Adam Taylor            | 1:04       |
| 10.              | "Violet's Song"                                        | JD & The Straight Shot | 3:51       |
| 11.              | "Can't Keep It Inside"                                 | Benedict Cumberbatch   | 1:19       |
| 12.              | "End Credits"                                          | Anibal Kerpel          | 4:55       |
| 13.              | "And Then They're Here"                                | Anibal Kerpel          | 1:09       |
| 14.              | "Barb Balcony/Street Beater (aka Sanford & Son Theme)" | Anibal Kerpel          | 2:15       |
| Tổng thời lượng: | Tổng thời lượng:                                       | Tổng thời lượng:       | 39:41      |

Một album nhạc nền của phim của Santaolalla được phát hành trên hệ thống nhạc số vào ngày 3 tháng 1 năm 2014.
| STT              | Nhan đề                            | Thời lượng |
| ---------------- | ---------------------------------- | ---------- |
| 1.               | "August Osage County (Main Theme)" | 0:47       |
| 2.               | "The Fields"                       | 2:01       |
| 3.               | "Arrival"                          | 1:51       |
| 4.               | "Impermanence"                     | 3:03       |
| 5.               | "Riding"                           | 1:04       |
| 6.               | "Lost"                             | 1:08       |
| 7.               | "Running Free"                     | 1:47       |
| 8.               | "Morning"                          | 1:34       |
| 9.               | "Family Visits"                    | 0:49       |
| 10.              | "Diagnosis"                        | 1:23       |
| 11.              | "Back At The House"                | 0:37       |
| 12.              | "Crossing The Line"                | 1:24       |
| 13.              | "August Osage County (Complete)"   | 4:56       |
| 14.              | "A New Beginning"                  | 2:02       |
| Tổng thời lượng: | Tổng thời lượng:                   | 24:26      |